# Sundby (metropolitana di Copenaghen)
Sundby è una stazione della linea 1 della Metropolitana di Copenaghen.
La stazione venne inaugurata nel 2002 come stazione in superficie.